# Noh Kah
Noh Kah, gelegen op de grens van de huidige Mexicaanse deelstaat Quintana Roo met buurland Belize, was een historische Maya-agglomeratie uit de vroeg-klassieke periode. Er werden vanaf 2018 zes individuele kernen ontdekt die enkele honderden meters of luttele kilometers van elkaar liggen.

## Geografie
De site ligt op een heuvelachtige bergkam met uitzicht op de moderne suikerrietplantages in het laagland.

## Geschiedenis
Dat er een verdwenen stad in de buurt van Othón P. Blanco lag, was al langer duidelijk door de aanwezigheid van 'El Paredón', een heel oude muur bedekt met klimplanten en wortels. De ontdekking is dan ook deels toe te schrijven aan inwoners van de gemeenten San Francisco Botes en Rovirosa.
De site in de buurt van de rivier de Hondo wordt gerekend tot de Tz'ibanche (geschreven in hout) of Dzibanché-sites. Deze sites liggen in het zuiden van Quintana Roo.
Samen met de oudere eigenlijke Dzibanche-site viel de streek onder het Kaankoninkrijk van Calakmul, dat al startte in de laat-preklassieke periode (300 v.Chr.-250 n.Chr.). De koninklijke "slangenkop"-hiëroglief en de bijbehorende teksten bewijzen dat Noh Kah in de vijfde eeuw na Christus als hoofdstad fungeerde, voordat deze in de zesde eeuw naar Calakmul verhuisde.

## Gebieden
De zes duidelijk herkenbare individuele kernen kregen de namen:  
- El Corozal
- El Pich
- El Paredon
- El Pocito
- El Viente
- Hop Na

## Trivia
- Noh Kah mag niet verward worden met de Maya-stad Noh K'uh, gelegen langs de oevers van het Tzibanameer en de heilige berg de Chak Aktun in de Mexicaanse deelstaat Chiapas.